# Чемпіонат Білорусі з хокею 1994
Чемпіонат Білорусі з хокею 1994 — 2-й розіграш чемпіонату Білорусі. У чемпіонаті брали участь п'ять клубів.

## Підсумкова таблиця
| М  | Команда         | І  | В  | Н | П  | Ш      | О  |
| -- | --------------- | -- | -- | - | -- | ------ | -- |
| 1. | Тівалі (Мінськ) | 16 | 15 | 1 | 0  | 95:028 | 31 |
| 2. | Німан Гродно    | 16 | 10 | 1 | 5  | 74:058 | 21 |
| 3. | Хімік           | 16 | 10 | 0 | 6  | 76:049 | 20 |
| 4. | Торпедо Мінськ  | 16 | 3  | 1 | 12 | 50:090 | 7  |
| 5. | Юність-Мінськ   | 16 | 0  | 1 | 15 | 37:107 | 1  |